# Krusbärsmätare
Krusbärsmätare, Abraxas grossulariata, är en fjärilsart som beskrevs av Carl von Linné, 1758. Krusbärsmätare ingår i släktet Abraxas och familjen mätare, Geometridae. Arten är reproducerande och har livskraftiga (LC) populationer i både Sverige och i Finland. Den förekommer i gles skog, buskmarker och trädgårdar i hela Europa, utom längst upp i norr. I Sverige förekommer den relativt vanlig i södra Sverige och sparsamt längs Norrlandskusten. Den övervintrar som larv. Vingspannet är 36-45 millimeter.